# Lugal-kitun
Lugal-kitun (sumersko 𒈗𒆠𒂅, lugal-ki-tun₃) je bil dvanajsti in zadnji lugal Prve uruške dinastije, ki je vladala v Mezopotamiji, * ni znano, † 2510 pr. n. št. 
O njem je malo znanega. Po Seznamu sumerskih kraljev je vladal  36 let, dokler ga ni strmoglavil kralj Mesanepada iz Prve urske dinastije, s čimer se je vladavina Prve uruške dinastije končala.

## Sklic
1. ↑  "Sumerian dictionary". oracc.iaas.upenn.edu.

| Lugal-kitun Prva uruška dinastijaRojen: ni znano Umrl: 2510 pr. n. št. |                                              |                       |
| Vladarski nazivi                                                       |                                              |                       |
| Predhodnik: Melem-ana                                                  | Kralj Sumerije sredi 26. stoletja pr. n. št. | Naslednik: Mesanepada |
| Predhodnik: Melem-ana                                                  | Lugal Uruka sredi 26. stoletja pr. n. št.    | Naslednik: Mesanepada |